# Премія Вольфа з математики
Премію Вольфа з математики присуджує майже щорічно Фонд Вольфа в Ізраїлі. Це одна із шести премій Вольфа, заснованих Фондом та присуджених з 1978 року; інші — у сільському господарстві, хімії, медицині, фізиці та мистецтві. Відповідно до репутаційного опитування, проведеного у 2013 та 2014 роках, Премія Вольфа з математики є третьою найпрестижнішою міжнародною академічною нагородою з математики після Абелівської премії та медалі Філдса. До встановлення Абелівської премії це був, імовірно, найближчий еквівалент «Нобелівської премії з математики», оскільки медаль Філдса присуджують кожні чотири роки лише математикам віком до 40 років.